# Tanquinho
Tanquinho är en kommun i Brasilien.   Den ligger i delstaten Bahia, i den östra delen av landet, 1 000 km öster om huvudstaden Brasília. Antalet invånare är 8 008.
Omgivningarna runt Tanquinho är huvudsakligen savann. Runt Tanquinho är det ganska glesbefolkat, med 50 invånare per kvadratkilometer.